# James Lesure
James Lesure (* 21. September 1970 in Los Angeles, Kalifornien) ist ein US-amerikanischer Schauspieler, der vor allem durch seine Rolle in der Fernsehserie Las Vegas bekannt wurde.

## Leben
James Lesure wurde 1970 in Los Angeles geboren, wo er auch seine Jugend verbrachte. Nach der Highschool diente er zunächst an der United States Air Force Academy, wechselte dann aber zur University of Southern California, wo er seinen Bachelor of Arts in Theater machte. Während eines Auslandssemesters an der University of Kent in Canterbury, England spielte er im Musical Hair und im Theaterstück The Island mit. Nach seinem Studium arbeitete er für Theaterproduktionen im Raum Los Angeles, unter anderem in der Rolle des Macduffs in William Shakespeares Macbeth.
1995 begann er im Film und Fernsehen mitzuspielen. Nach einigen Nebenrollen gelang ihm mit der Sitcom For Your Love (1998–2002) der Durchbruch. Es folgte die Figur des Mike Cannon in der Fernsehserie Las Vegas (2003–2008). 2005 trat er zudem im Film The Ring 2 auf. 2011 hat er eine der Hauptrollen in der Sitcom Mr. Sunshine.

## Filmografie

### Film
- 1995: Die O.J. Simpson Story
- 1995: Crimson Tide – In tiefster Gefahr (Crimson Tide)
- 1998: Show and Prove
- 1999: Giving It Up
- 2002: The Johnny Chronicles
- 2002: What Wouldn’t Jesus Do?
- 2003: African-American Idol: The Search for the Next Black Leader
- 2005: The Ring 2
- 2006: The Package
- 2007: Loveless in Los Angeles
- 2012: Fire with Fire – Rache folgt eigenen Regeln (Fire with Fire)

### Fernsehserien
- 1992, 1996: Martin (2 Folgen)
- 1995, 2002: New York Cops – NYPD Blue (2 Folgen)
- 1998–2002: For Your Love (34 Folgen)
- 2002–2003: Alias – Die Agentin (Alias, 3 Folgen)
- 2002–2003: Half & Half (3 Folgen)
- 2003: Lady Cops – Knallhart weiblich (2 Folgen)
- 2007: Studio 60 on the Sunset Strip (5 Folgen)
- 2007: Lost (1 Folge)
- 2003–2008: Las Vegas (104 Folgen)
- 2008–2009: Lipstick Jungle (8 Folgen)
- 2009: Monk (1 Folge)
- 2011: Mr. Sunshine
- 2012–2014: Men at Work (30 Folgen)
- 2014–2015: Blue Bloods – Crime Scene New York (7 Folgen)
- 2017–2018: Girlfriends’ Guide to Divorce (14 Folgen)
- 2018–2020: Good Girls (19 Folgen)
- 2022–2023: The Rookie: Feds
- 2023: The Rookie (1 Folge)